# أفنون التغلبي
أُفنُون التغلبيُّ (تُوفي نحو 60 ق.هـ المُوافق 564 ميلاديًا) واسمه صُريم بن معشر بن ذهل بن تميم من بني تغلب، وقيل اسمه ظالم، وهو شاعرٌ جاهلي يماني الأصل مات في بادية الشام. قال له كاهنٌ في الجاهلية: «إنك تموت بنثيَة يقال لها إلاهة»، فلدغته أفعى في ذلك المكان، وتوفي مباشرةً. ولقب بأفنون لقوله في أبياتٍ «فتينا الودّ يا مضنون مضنونا *** أزماننا إنَّ للشبّان أفنونا».
يُعد أفنون التغلبي من شعراء بني تغلب في الجاهلية مع عدي بن ربيعة (المهلهل) وعمرو بن كلثوم. وعندما قتل عمرو بن كلثوم عمرو بن هند قال أفنون:
وتذكر بعض المصادر البيت الأخير على شكل «لَعَمْرُكَ ما عَمْرُو بنَ هِنْد إِذَا دَعَا *** لِيُخْدِمَ أُمِّي أُمَّهُ بِمُوَفَّقٍ».
من مطالع قصائده:
- «لعمرك ما عمرو بن هند وقد دعا»
- «بلغ حُبيباً وخلل في صراتهم»
- «ألا لست في شيء فروحاً معاوياً»